# Ferrovia Dittaino-Leonforte
La ferrovia Dittaino–Leonforte era una linea ferroviaria a cremagliera e a scartamento ridotto della Sicilia, gestita dalle Ferrovie dello Stato, che collegava la stazione di Dittaino, posta sulla linea Palermo–Catania, ai centri abitati di Assoro e Leonforte. Secondo le intenzioni dei progettisti, la linea avrebbe poi dovuto raggiungere anche Nicosia e la tratta di circa 24 chilometri verso questa località venne costruita ma mai aperta al traffico, per poi giungere a Mistretta e Santo Stefano di Camastra affiancandosi alla ferrovia Messina-Palermo.

## Storia
La ferrovia venne progettata allo scopo di permettere lo spostamento dei minatori pendolari che dalle varie località si dovevano recare al lavoro nelle varie miniere di zolfo disseminate nel territorio dei comuni circostanti della provincia di Enna. Partiva quindi dalla stazione di Assoro, oggi stazione di Dittaino, ove era possibile la coincidenza con i treni per i bacini minerari zolfiferi di Valguarnera, Grottacalda e Floristella, con la ferrovia Palermo-Catania ed anche con la Tranvia Raddusa-Miniere di Sant'Agostino che nell'ambito di quel fervore di sviluppo industriale minerario che aveva attirato nell'isola  vari e importanti investitori europei era stata costruita da Robert Trewhella per il trasporto dei minatori nelle sue miniere di Sant'Agostino che si trovavano nell'area tra Assoro e Raddusa.
Fu però solo nel 1902, a seguito delle conclusioni di un'apposita Regia Commissione e di una legge varata nel corso dell'anno che venne definita la modalità di costruzione e di finanziamento delle linee interne siciliane che però dovevano essere costruite in economia e a scartamento ridotto.
I lavori di costruzione però non partirono se non dopo la costituzione delle Ferrovie dello Stato e il loro subentro nel 1906 alla Rete Sicula. La costruzione tuttavia procedette molto a rilento, anche a causa della prima guerra mondiale che distolse fondi e manodopera da molte delle costruzioni di pubblica utilità, e i lavori si conclusero solo con l'attivazione dell'ultimo tratto fino a Leonforte il 30 settembre del 1923 in periodo di piena crisi dell'industria zolfifera di Sicilia.
La tratta ferroviaria doveva proseguire, nelle intenzioni fino a Nicosia ed oltre ma, nonostante fossero stati realizzati tutti i manufatti e il tracciato, la tratta tra Leonforte e Nicosia non venne mai attivata e la realizzazione di tale tratta interrotta nel 1929.
Il D.M. 16 gennaio 1959, n. 3041 dispose la chiusura della linea all'esercizio che venne attuata il 20 dello stesso mese; al suo posto venne attivato un autoservizio sostitutivo viaggiatori delle stesse Ferrovie dello Stato. La linea venne soppressa con D.P.R. 11 dicembre 1961 n. 1504.

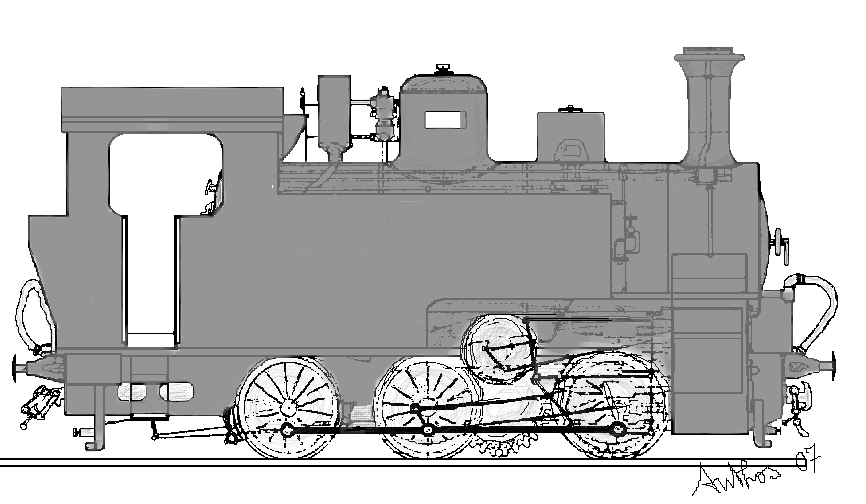
Disegno di una locomotiva R370 in servizio sulla linea

Per il servizio sulla linea vennero costruite le locomotive a vapore del gruppo R.370.
Dopo un lungo abbandono la Regione Siciliana ha approntato un progetto di recupero del tracciato come pista ciclabile.

### Date di inaugurazione delle tratte
| Tratta               | Inaugurazione     |
| -------------------- | ----------------- |
| Dittaino-Cavalcatore | 8 marzo 1918      |
| Cavalcatore-Assoro   | 12 maggio 1921    |
| Assoro-Leonforte     | 30 settembre 1923 |

## Caratteristiche

Viadotto tra Assoro e Leonforte

La ferrovia aveva origine dal piazzale esterno della stazione di Dittaino della linea ferroviaria Catania-Palermo, che all'inizio era denominata "stazione di Assoro" e lo cambiò proprio dopo l'entrata in funzione della linea e quindi della stazione vera e propria di Assoro. A Dittaino, 255 metri s.l.m., era steso il fascio dei binari tronchi che accoglievano i carri merci le carrozze viaggiatori  e i treni a vapore. Il binario di partenza era privo di marciapiedi e di pensilina ed era posto sul lato ovest del fabbricato di stazione.
La linea correva inizialmente parallela alla linea per Palermo prendendo quota e poco dopo, con una curva, la scavalvava portandosi a destra (rispetto al senso di marcia verso Palermo) iniziando subito a salire con curve e controcurve sulle propaggini collinari. Presto iniziava il tratto a cremagliera, del tipo Strub,  con ascesa del 75 per mille, che permetteva una velocità massima di 12 km/h. La linea faceva fermata in una località di campagna detta Cavalcatore poi raggiungeva, dopo un percorso panoramico con tornanti, ponti e gallerie, la stazione di Assoro e dopo aver superato i 690 m di altezza al casello Spiga, terminava la sua corsa a Leonforte a 650 m. s.l.m.; il tutto in poco meno di 10 km di percorso.
La linea era armata con rotaie Vignoles da 27 kg/m montate su traverse di legno distanti 0,82 m l'una dall'altra. Nei tratti a cremagliera questa, che era del tipo Strub da 44 kg/m, era montata al centro del binario fissata alle stesse traverse montate a distanza inferiore. Tale tipo di costruzione, molto in economia, permetteva solo basse velocità di linea non superiori a 30 km/h per i treni a vapore nei pochi tratti ad aderenza naturale. Non venne mai fatto alcun ammodernamento degli impianti fino alla chiusura.

### Percorso, stazioni e fermate
| Continuation backward |

| Station on track | Unknown route-map component "exKBHFa" |

|  | Straight track | Unknown route-map component "exABZgl" | Unknown route-map component "exCONTfq" |

|  | One way leftward | Unknown route-map component "xKRZo" | Unknown route-map component "CONTfq" |

|  | Unknown route-map component "exSTR+Za" |

|  | Unknown route-map component "exSTR+Ze" |

|  | Unknown route-map component "exBHF" |

|  | Unknown route-map component "exSTR+Za" |

|  | Unknown route-map component "exSTR+Ze" |

|  | Unknown route-map component "exBHF" |

|  | Unknown route-map component "exTUNNEL1" |

|  | Unknown route-map component "exTUNNEL1" |

|  | Unknown route-map component "exBRÜCKE2" |

|  | Unknown route-map component "exTUNNEL1" |

|  | Unknown route-map component "exhSTRae" |

|  | Unknown route-map component "exTUNNEL2" |

|  | Unknown route-map component "exTUNNEL2" |

|  | Unknown route-map component "exhSTRae" |

|  | Unknown route-map component "exTUNNEL1" |

|  | Unknown route-map component "exhSTRae" |

|  | Unknown route-map component "exBHF" |

|  | Unknown route-map component "exLCONTf" |

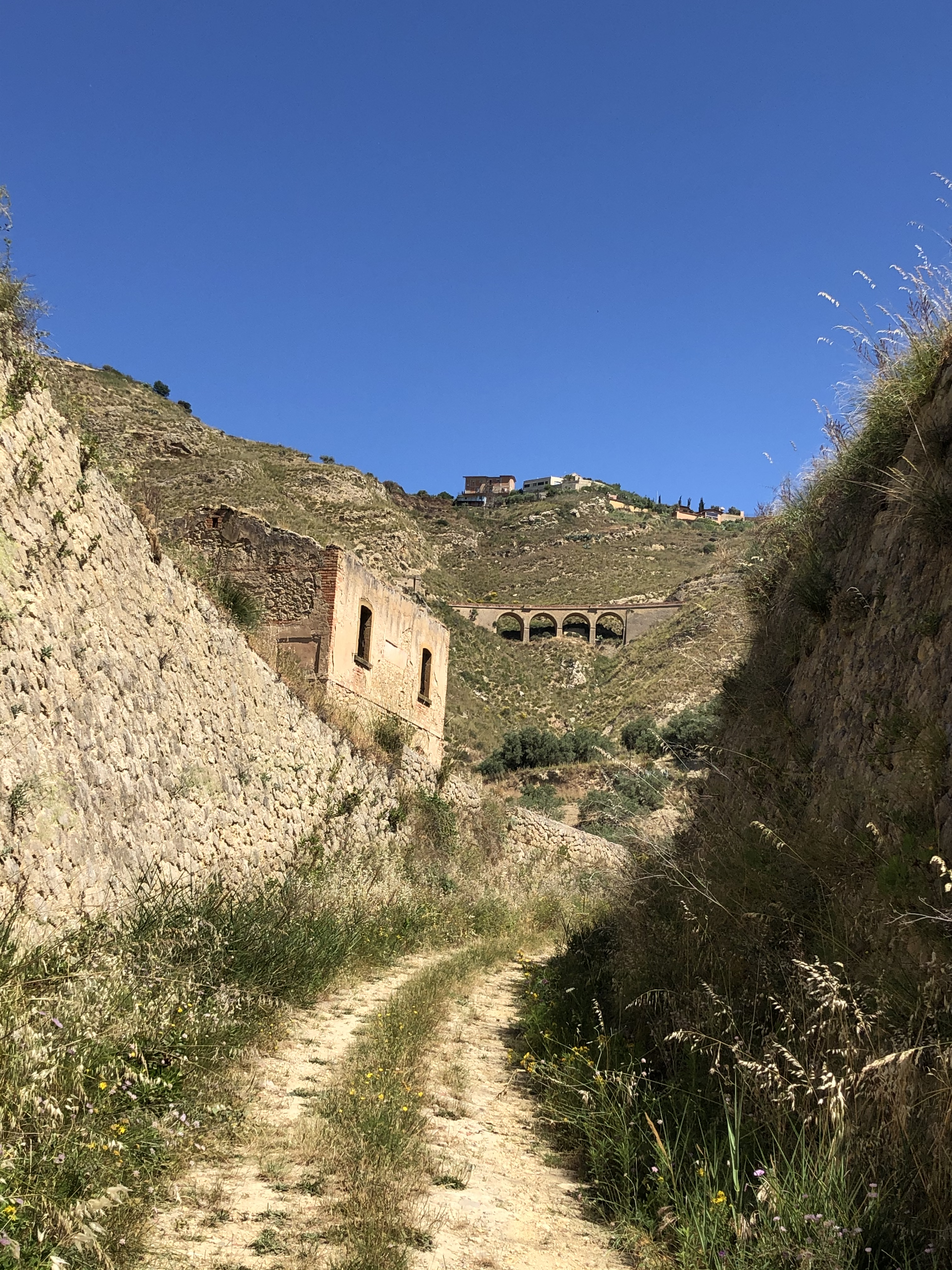
ex casello presso Assoro

Allo stato attuale l'unico tratto esistente è quello tra Assoro e Leonforte, dove sono presenti le gallerie e i ponti. Oggi questo tratto è dismesso e senza binari, utilizzato come trazzera di campagna ma anche come percorso ciclabile seppur privo di segnaletica e di messa in sicurezza.

## Rotabili
Il parco mezzi di trazione era costituito da
- Locomotive a vapore R.370